# Madolaoli
Madolaoli is een bestuurslaag in het regentschap Gunungsitoli van de provincie Noord-Sumatra, Indonesië. Madolaoli telt 577 inwoners (volkstelling 2010).